# Rhagoletis lycopersella
Rhagoletis lycopersella
 es una especie de insecto del género Rhagoletis de la familia Tephritidae del orden Diptera. 
Bernard Bryan Smyth la describió científicamente por primera vez en el año 1960.